# Kondrati Fjodorowitsch Rylejew

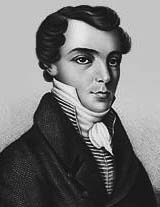
Kondrati Rylejew

Kondrati Fjodorowitsch Rylejew (russisch Кондратий Фёдорович Рылеев, wiss. Transliteration Kondratij Fëdorovič Ryleev; * 18.jul. / 29. September 1795greg. in Batowo bei Gattschina; † 13.jul. / 25. Juli 1826greg. in Sankt Petersburg) war ein russischer Dichter und prominenter Teilnehmer des Dekabristenaufstands, nach dessen Scheitern er vor Gericht gestellt, zum Tode verurteilt und hingerichtet wurde.

## Leben

### Frühe Jahre, literarische Aktivitäten
Rylejew stammte aus verarmtem Adel. Im Alter von sechs Jahren wurde er zur Ausbildung an eine Kadettenschule der kaiserlich-russischen Armee geschickt. Bereits dort hatte der Junge Interesse fürs Schreiben entwickelt und schrieb seine ersten Gedichte. 1814 schloss Rylejew die Schule mit einem Offizierstitel ab und war von 1814 bis 1815 an einem Koalitionskriegs-Feldzug in die Schweiz und nach Frankreich beteiligt.
1818 trat Rylejew vom Militärdienst zurück. Ein Jahr später heiratete er Natalja Tewjaschowa und zog nach Sankt Petersburg, wo er zunächst im städtischen Strafgericht, später in der Kanzlei der Russisch-Amerikanischen Kompagnie arbeitete.
In Petersburg verkehrte Kondrati Rylejew vielfach in literarischen Kreisen und arbeitete auch bei mehreren Zeitschriften mit. Außerdem wurde er Mitglied in einem liberalen Autorenverein sowie in einer Freimaurerloge. Zu dieser Zeit begann Rylejew auch seine ersten gedruckten Gedichte zu schreiben, von denen einige klare politische Botschaften erkennen ließen; so griff Rylejew beispielsweise in einem der Gedichte den als äußerst konservativ geltenden Kriegsminister Araktschejew an. Zudem war er mit einer Reihe von ebenfalls gesellschaftskritisch eingestellten Künstlern befreundet, darunter mit dem Dichter Alexander Puschkin.

### Teilnahme am Dekabristenaufstand
1823 trat Rylejew einem revolutionären Verein bei und wurde von seinen Mitstreitern bereits ein Jahr später zu deren Anführer gewählt. Auch organisierte er geheime Versammlungen des Vereins in seiner eigenen Wohnung. Rylejews politisches Ziel bestand im Wesentlichen in der Durchsetzung einer radikalen demokratischen Reform, bei der insbesondere die (im Russischen Zarenreich noch bis 1861 bestehende) Leibeigenschaft verboten und Bauern mit Land ausgestattet werden sollten.
Obwohl Rylejew kein Befürworter eines gewaltsamen Umbruchs gewesen war, ging die Initiative eines Aufstands, bei dem die Zarenherrschaft Nikolaus I. gestürzt werden sollte, eigentlich von ihm aus. Am Vorabend des 14. Dezember 1825 versammelte sich eine Handvoll Revolutionäre in Rylejews Wohnung und entwickelte in aller Eile einen Plan für den Umsturz. Dieser scheiterte jedoch unter anderem deshalb, weil der von den Aufständischen aus ihrer Mitte gewählte Anführer (Sergei Trubezkoi) am nächsten Tag nicht auf dem Petersburger Senatsplatz, dem Schauplatz des Aufstandes, erschien. Rylejew war jedoch dabei und wurde zusammen mit anderen Aufständischen – angelehnt an den Monat Dezember „Dekabristen“ genannt – verhaftet.
Er wurde zusammen mit einigen anderen Führungspersonen des Dekabristenaufstandes vor das höchste Gericht gestellt und unter anderem des versuchten Zarenmordes beschuldigt. Auch während seiner Haft schrieb Rylejew noch Gedichte. Zudem nahm er bei Verhören einen Großteil der Verantwortung für die Vorbereitung des Umsturzes auf sich und entlastete damit viele seiner Freunde. Schließlich wurde Rylejew – zusammen mit Pestel, Murawjow-Apostol, Bestuschew-Rjumin und Kachowski – vom Gericht als einer der fünf Hauptorganisatoren des Aufstands zum Tode durch Hängen verurteilt, während die übrigen Aufständischen zumeist mit Zuchthaus- oder Verbannungsstrafen davonkamen.
Am 25. Juli 1826 wurde in der Peter-und-Paul-Festung das Urteil vollstreckt. Als der Henker versuchte, die fünf Männer aufzuhängen, fielen drei von ihnen, Muravyov-Apostol, Kakhovsky und Ryleyev, durch die Falltür, da das Seil um ihren Hals riss. Ryleyev soll der Menge, die der Hinrichtung zuschaute, zugerufen haben, Russland sei ein „unglückliches Land, wo man nicht einmal weiß, wie man einen aufhängt.“ Muravyov-Apostol soll einen ähnlichen Ausruf gemacht haben.
Die letzte Hinrichtung in Russland vor den Dekabristen fand jedoch fast 50 Jahre früher statt, sodass kein mehr oder weniger erfahrener Henker zur Verfügung stand. Der Zar bestellte einfach mehr Seil, und die Hinrichtung wurde nicht lange nach dem ersten Versuch durchgeführt.

## Werke
Rylejew war eine lebhafte, feurige Jünglingsnatur, seine Gedichte haben patriotischen Schwung, aber auch eine revolutionäre Tendenz. Zu den Hauptwerken Rylejews zählen:
- Dumy („Träumereien“, 1825) und die epischen Dichtungen:
- Woinarowski (deutsch von Chamisso in dessen „Gedichten“) und
- Die Beichte Naliwaikos (beide 1825)

1872 hat Rylejews Tochter in Sankt Petersburg seine gesammelten Werke herausgegeben, doch sind darin einige in der Leipziger Ausgabe seiner Gedichte (Stichotworenija, 1862) mit aufgeführten, zu freien Gedichte nicht enthalten. Wertvolles aus dem Nachlass des Dichters teilte außerdem Jakuschkin im Westnik Jewropy (November 1888) mit.